# Campeonato nacional de Estados Unidos 1956
Lista de los campeones del Campeonato nacional de Estados Unidos de 1956:

## Sénior

### Individuales masculinos
Ken Rosewall vence a  Lew Hoad, 4–6, 6–2, 6–3, 6–3

### Individuales femeninos
Shirley Fry Irvin vence a  Althea Gibson, 6–3, 6–4

### Dobles masculinos
Lew Hoad /  Ken Rosewall vencen a  Ham Richardson /  Vic Seixas, 6–2, 6–2, 3–6, 6–4

### Dobles femeninos
Louise Brough /  Margaret Osborne vencen a  Shirley Fry /  Betty Pratt, 6–3, 6–0

### Dobles mixto
Margaret Osborne /  Ken Rosewall vencen a  Darlene Hard /  Lew Hoad, 9–7, 6–1
| Predecesor: 1955                         | Campeonato nacional de Estados Unidos 1956 | Sucesor: 1957                         |
| Predecesor: Campeonato de Wimbledon 1956 | Grand Slam 1956                            | Sucesor: Campeonato de Australia 1957 |

- Datos: Q767717